# Steve Bull
Stephen "Steve" George Bull (Tipton, Inglaterra, 28 de marzo de 1965) es un exfutbolista inglés que se desempeñaba como delantero. Fue internacional con la selección de fútbol de Inglaterra y jugó el Mundial 1990.
Destaca su paso por el Wolverhampton Wanderers, donde jugó 13 años seguidos. Tiene el récord de goles anotados con dicho club, con 306 goles y 18 tripletas.

## Clubes
| Club                    | País       | Año         | Partidos | Goles |
| Lipton Town             | Inglaterra | 1984 - 1985 | 20       | 17    |
| West Bromwich Albion    | Inglaterra | 1985 - 1986 | 4        | 2     |
| Wolverhampton Wanderers | Inglaterra | 1986 - 1999 | 474      | 250   |
| Hereford United         | Inglaterra | 2000 - 2001 | 6        | 2     |

- Datos: Q370489